# Pierre Akono
Pierre Akono, né le 29 juin 2000, est un footballeur international camerounais qui évolue au poste de milieu défensif.

## Biographie

### En équipe nationale
Il joue son premier match en équipe du Cameroun le 9 juin 2019, en amical contre la Zambie (victoire 2-1).